# ササク語
ササク語（ササクご）はインドネシアのロンボク島（西ヌサ・トゥンガラ州）で使用されている言語で、オーストロネシア語族のバリ・ササク諸語に属する言語である。文法などにはインドネシアの最大言語であるジャワ語の影響が強い。しかし、言語形式としては膠着語の要素が非常に強い。

## 方言
ササク語は主に五つの方言に分かれているが、相互理解は非常に難しい。
よく知られている方言として次の5つが挙げられる。
- クト・クテ方言(北ササク語）
- ゲト・ゲテ方言（北東ササク語）
- メノ・メネ方言（中央ササク語）
- ゲノ・ゲネ方言（中央南東ササク語）
- メレク・メリック方言（南ササク語）